# Schweinheim (Bonn)
Schweinheim ist ein Ortsteil der Bundesstadt Bonn im Stadtbezirk Bad Godesberg. Am Rande des Kottenforsts gelegen, hat er etwa 3.000 Einwohner.
Der Name Schweinheim stammt von der früher betriebenen Eichelmast, bei der Schweine in den Wäldern mit Eicheln gefüttert wurden.
Patron des Ortsteils Schweinheim ist der Heilige Sebastian. Die zu seinen Ehren errichtete Pestkapelle erinnert zugleich an die letzte Pestepidemie im 17. Jahrhundert.

## Infrastruktur
Auf der Viktorshöhe, im nördlichen Teil von Schweinheim, nach Gründung der Bundesrepublik Deutschland 1949 erster Amtssitz von Bundespräsident Theodor Heuss, befindet sich das Generalkonsulat der Russischen Föderation in den Gebäuden der ehemaligen sowjetischen Botschaft. Ebenfalls in Schweinheim befinden sich das Evangelische Waldkrankenhaus, das neurologische Rehabilitationszentrum Godeshöhe und das Kinderheim Godesheim. Das ehemalige Schloss Rheinblick, am Rande des Kerns des alten Schweinheim, beherbergt zurzeit noch die Fortbildungsakademie der nordrhein-westfälischen Finanzverwaltung (FortAFin). Nach der Verlagerung der FortAFin zum 1. Oktober 2018 wird am bisherigen Standort Schweinheim eine Dependance der Landesfinanzschule Wuppertal entstehen.
Mit der Johannes-Gutenberg-Schule und der Siebengebirgsschule befinden sich zwei von neun städtischen Förderschulen im Ortsteil Schweinheim.

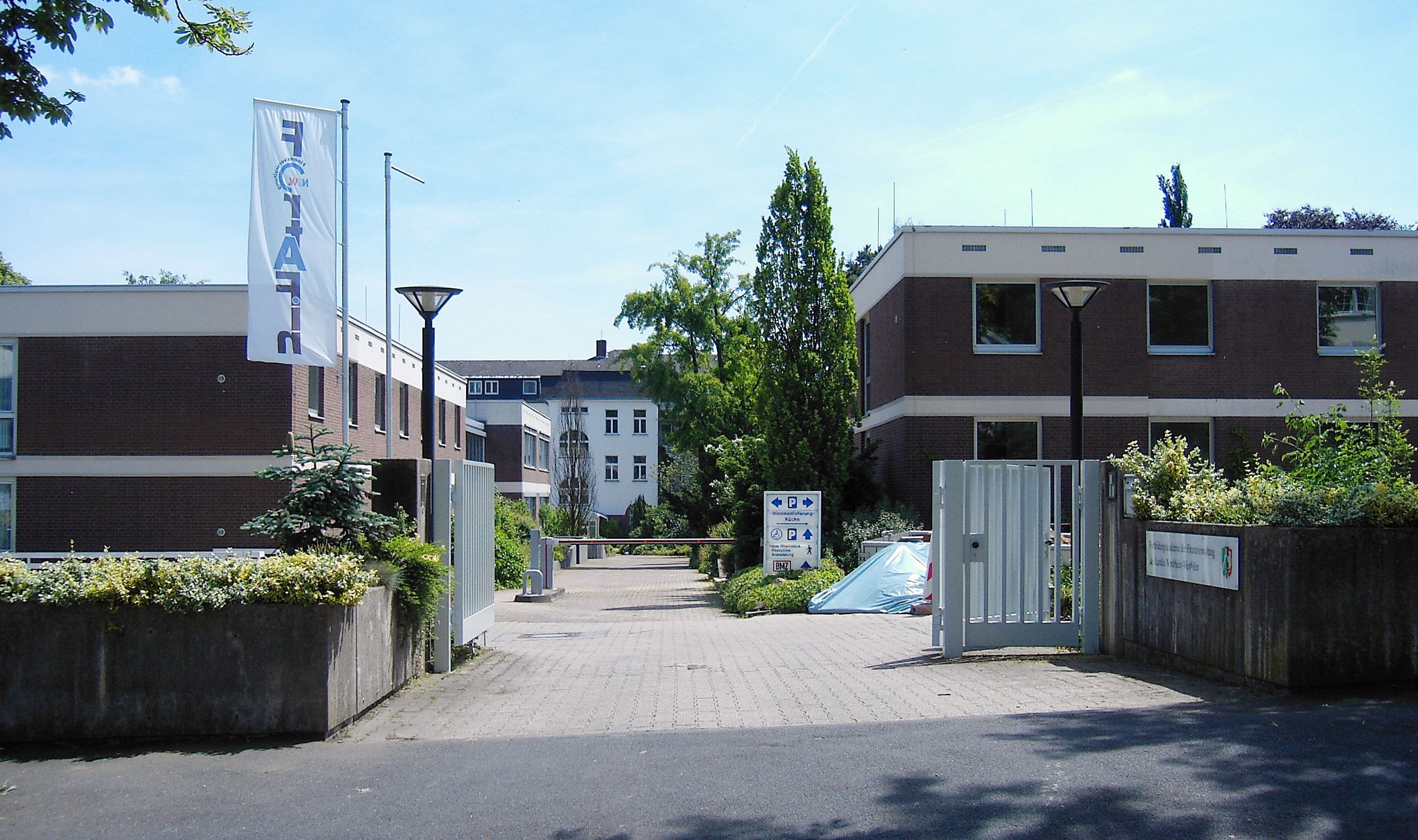
Fortbildungsakademie der Finanzverwaltung des Landes Nordrhein-Westfalen (FortAFin)

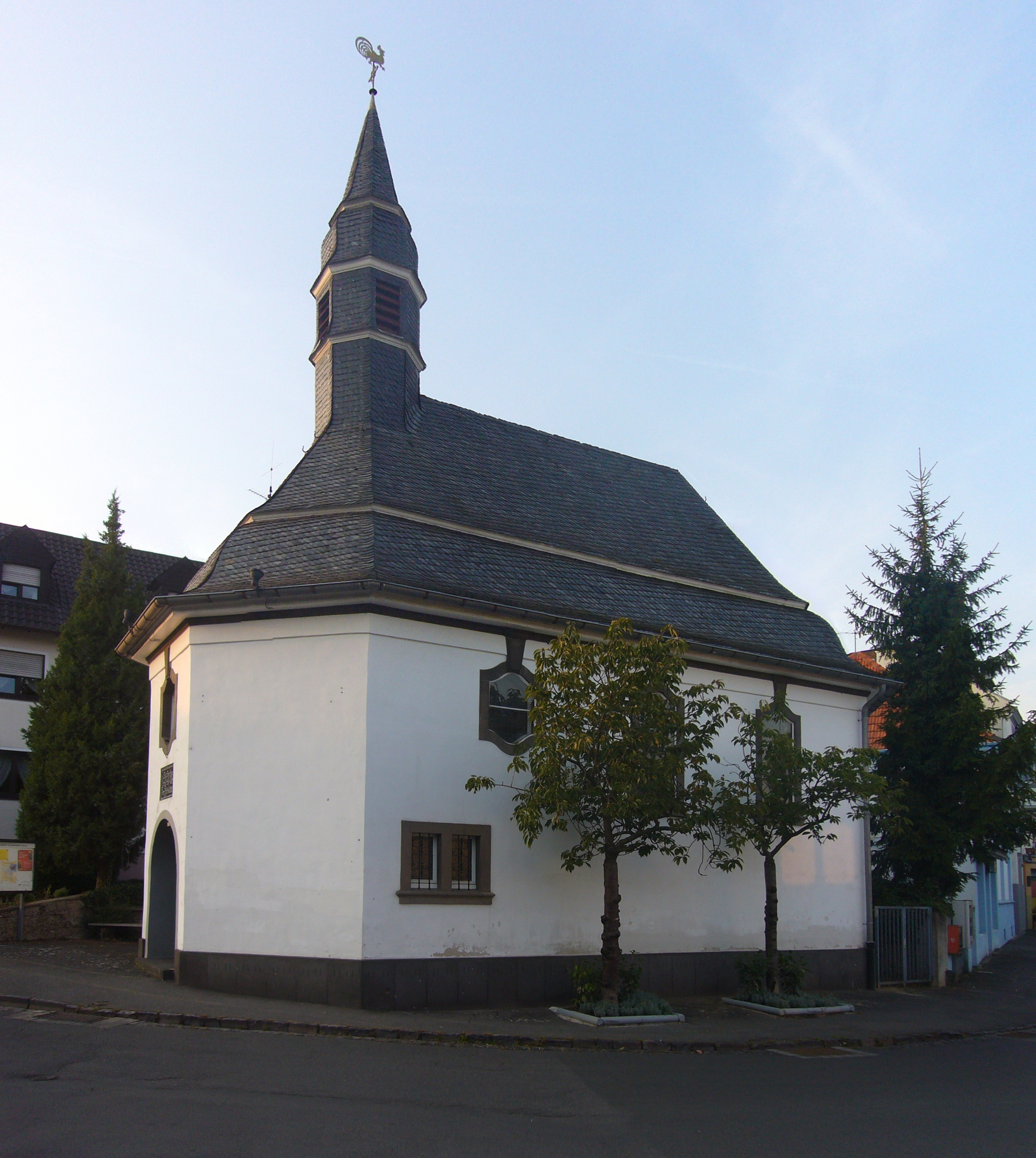
Pestkapelle

Zum regen Dorfleben von Schweinheim gehört der eigene, alle Jahre sehr liebevoll und anziehend gestaltete Karnevalszug. Schweinheim setzt sich im Karneval mit einer kuriosen Eigenart ab. Wie in Köln und Bonn „Alaaf“ oder Düsseldorf „Helau“ gerufen wird, lautet ein klassischer Narrenruf in Schweinheim „Schweinheim Wutz Wutz“.

## Persönlichkeiten
Bekannter Einwohner Schweinheims ist der aus Südtirol stammende und inzwischen als Rheinländer eingebürgerte Kabarettist und Musiker Konrad Beikircher. Zudem lebte der ehemalige deutsche Botschafter und ZDF-Intendant Karl-Günther von Hase in Schweinheim. Erich Mende, ehemals Vizekanzler der Bundesrepublik Deutschland unter Ludwig Erhard, hat lange Jahre in Schweinheim gelebt.